# Feeding Seals at Catalina Isle
Feeding Seals at Catalina Isle è un cortometraggio muto del 1910. Il nome del regista non viene riportato nei credit.

## Produzione
Il film fu prodotto dalla Essanay Film Manufacturing Company.

## Distribuzione
Distribuito dalla Essanay, il film - un cortometraggio di 51,8 metri - uscì nelle sale cinematografiche USA il 10 agosto 1910. Nelle proiezioni, veniva programmato con il sistema dello split reel, accorpato in un'unica bobina con un altro cortometraggio prodotto dall'Essanay, la commedia Up-to-Date Servants.